# Ville Larinto
Ville Larinto (Lahti, 11 aprile 1990) è un ex saltatore con gli sci finlandese.

## Biografia
In Coppa del Mondo ha esordito il 1º dicembre 2007 a Kuusamo (36°) e ha ottenuto la prima vittoria, nonché primo podio, il 29 novembre 2008 nella medesima località.
In carriera ha preso parte a quattro edizioni dei Campionati mondiali (6° nella gara a squadre a Liberec 2008 e a Lahti 2017 i migliori risultati) e ad una dei Mondiali di volo (7° nella gara a squadre a Tauplitz 2016 il miglior risultato).

## Palmarès

### Mondiali juniores
- 1 medaglia:
  - 1 bronzo (gara a squadre a Štrbské Pleso 2009)

### Coppa del Mondo
- Miglior piazzamento in classifica generale: 14º nel 2009
- 9 podi (5 individuali, 4 a squadre):
  - 2 vittorie (1 individuale, 1 a squadre)
  - 4 secondi posti (2 individuali, 2 a squadre)
  - 3 terzi posti (2 individuali, 1 a squadre)

#### Coppa del Mondo - vittorie
| Data             | Località | Nazione   | Trampolino                                                          |
| ---------------- | -------- | --------- | ------------------------------------------------------------------- |
| 29 novembre 2008 | Kuusamo  | Finlandia | Rukatunturi HS142 (con Kalle Keituri, Harri Olli e Matti Hautamäki) |
| 1º dicembre 2010 | Kuopio   | Finlandia | Puijo HS127                                                         |